# Presidente Pedro Aguirre Cerda (métro de Santiago)
Presidente Pedro Aguirre Cerda est une station de la ligne 6 du métro de Santiago, au Chili. Elle est située dans le commune de Pedro Aguirre Cerda à Santiago.

## Situation sur le réseau
Établie en souterrain, la station Presidente Pedro Aguirre Cerda est située entre la station Lo Valledor, en direction du terminus sud-ouest Cerrillos, et la station Franklin, en direction du terminus nord-est Los Leones.

## Histoire
La station est mise en service le 2 novembre 2017, lors de l'ouverture à l'exploitation de la ligne 6, longue de 15,3 km, de Cerrillos à Los Leones. Le nom initial de la station était Club Hípico, mais en juin 2015, lors d'une visite du président de la République aux travaux de la ligne, la direction du métro a approuvé le changement en Presidente Pedro Aguirre Cerda, en raison d'une demande faite par les habitants de la commune du même nom.

## Services aux voyageurs

### Desserte
La station est desservie par les rames de la ligne 6 du métro de Santiago.